# Sarie Marais (film)
Pour les articles homonymes, voir Sarie Marais.
Pour plus de détails, voir Fiche technique et Distribution.
Sarie Marais est un court-métrage sud-africain en noir et blanc de langue anglaise et afrikaans, réalisé par Joseph Albrecht et sorti en 1931. Il s'agit du premier film parlant sud-africain en afrikaans. Sarie Marais se situe dans un contexte de dénonciation de l'impérialisme britannique culturel et économique en Afrique du Sud.
Francis Coley a réalisé un remake, à nouveau intitulé Sarie Marais en 1949.

## Synopsis
Un groupe de prisonniers boers, interné dans un camp de concentration britannique durant la seconde guerre des Boers retrouve espoir à l'écoute de la chanson "Sarie Marais" chanté par l'un des prisonniers.

## Fiche technique
- Producteur : Africa Films Production
- Film en noir et blanc
- Film en langue anglaise et afrikaans
- Réalisateur : Joseph Albrecht
- Scénario : G.F. Noble
- Musique : Chris Blignaut
- Durée : 10 minutes
- Origine :  Afrique du Sud
- Lieux du tournage : Johannesburg
- Sortie en Afrique du Sud : 25 mai 1931

## Distribution
- Billy Matthews : Jan
- Joan du Toit : Sarie